# 小火車

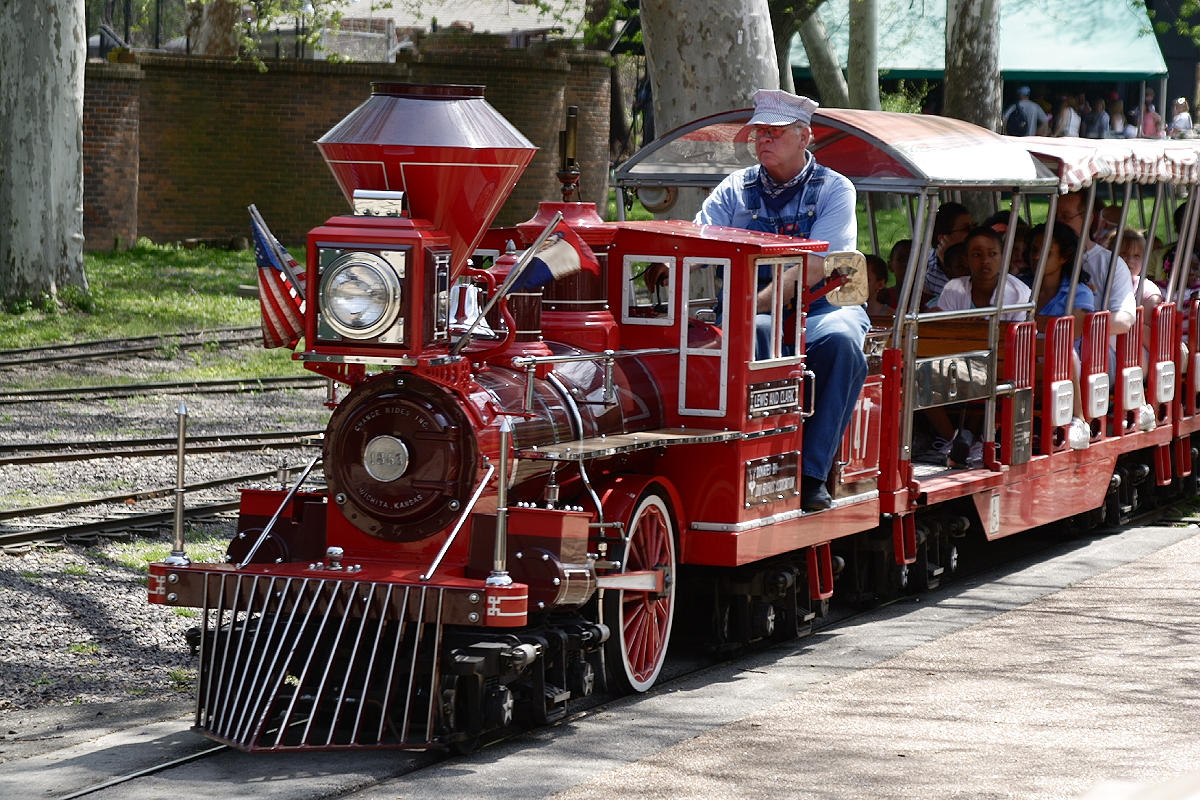
小火車

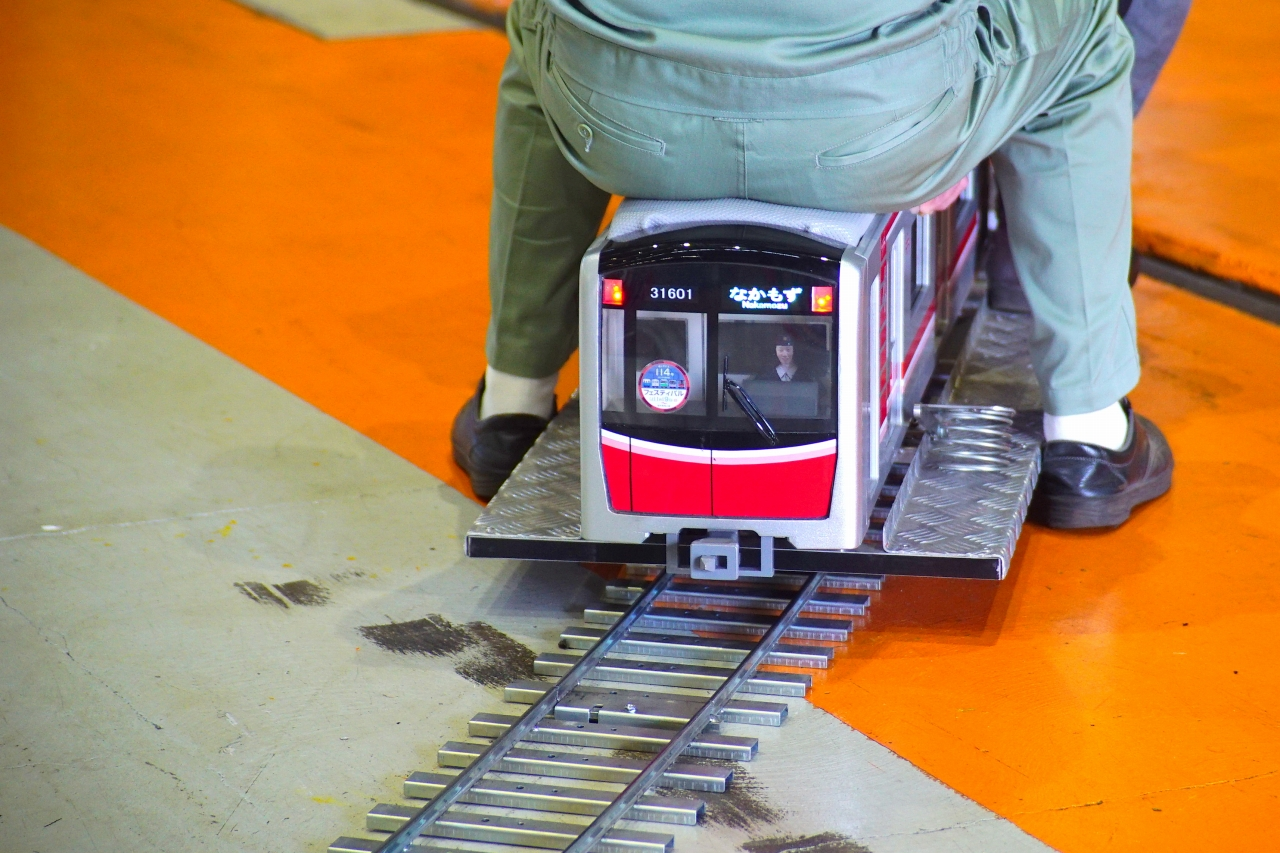
日本大阪市高速電氣軌道的127毫米（5英吋）迷你鐵道。其設計參考了真實的30000系列電車

小火車是一种仿照普通旅客列车的大型游乐设施，它由电力、内燃或其它动力驱动，可以沿地面鐵軌运行，而且能讓小火車行駛的鐵軌通常比一般的鐵軌要窄。遊客可以坐在車廂裡頭，車廂靠車頭牽引。小火車一般位於公園，是公園的景點之一。